# Björkhagens Golfklubb
Björkhagens Golfklubb är en golfklubb i Nacka, belägen i Nackareservatet mellan Dammtorpssjön och gränsen till Stockholm. För spel på banan krävs hcp 54 eller lägre samt medlemskap i klubb tillhörande Svenska Golfförbundet. Den består av nio hål med olika utslagsplatser för första och andra rundan. Eftersom banan ligger i ett populärt naturområde, som numera är ett naturreservat, så har det varit mycket protester mot banan. Klubben får inte bygga ut till 18 hål på grund av det stora motståndet.

## Historik
I början av 1950-talet började banan att byggas på gammal åkermark. Klubben bildades 1958 då den hette Hammarby Golfklubb. 1972 övergick golfbanan till kommunal regi men 1995 blev den återigen privat.
1983 valdes klubben till Årets golfklubb.

## Banan
Banan är ganska kort med 6 par fyror och tre par treor. Den är belägen i miljökänslig skog i Nackareservatet. Hålen är lite utspridda. Hål 1-3 är sammanhängande och en ganska lång promenad krävs för att nå hål 4-7. Därefter är det åter en längre promenad till det 8:e hålet och ytterligare en till 9:e. Fairways är smala och greenerna är ganska små. Det finns större vattenhinder vid 4:e-7:e och 9:e hålet. 1:a och 2:a hålen korsar varandra.

### Hålöverblick

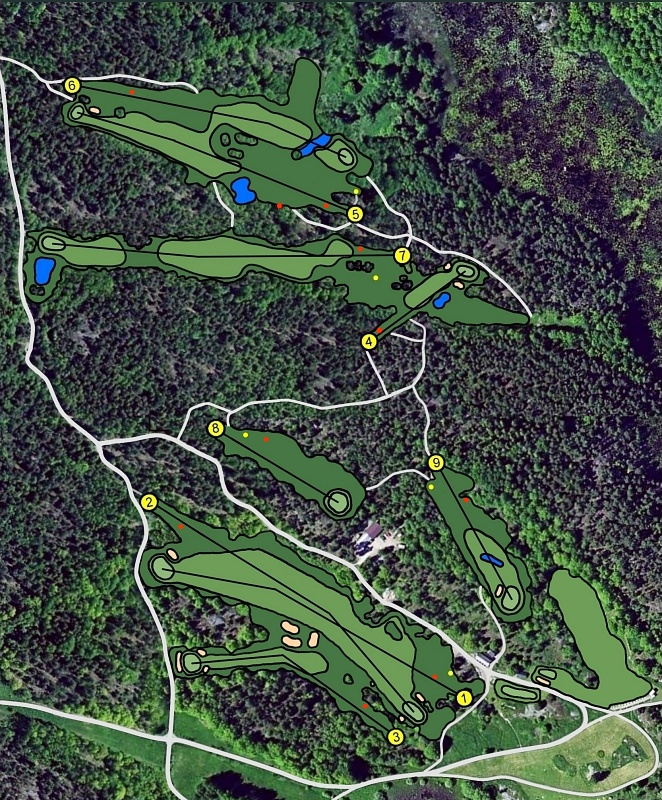

### Banskisser

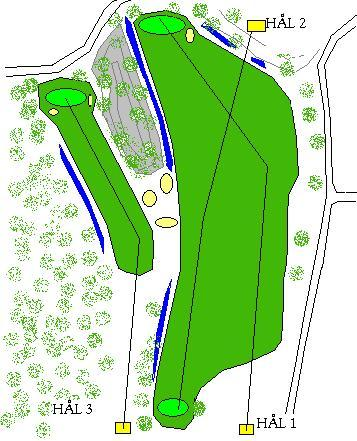
Hål 1-3
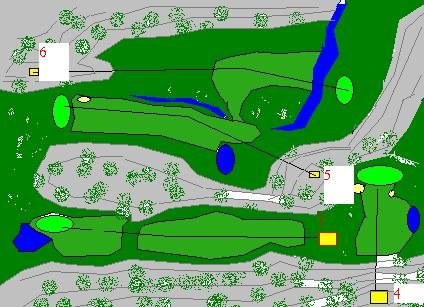
Hål 4-7
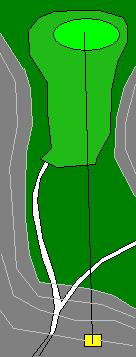
Hål 8
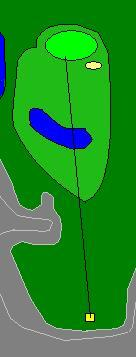
Hål 9